# 青色1号 (お笑いトリオ)
青色1号（あおいろいちごう）は、太田プロダクションに所属する日本のお笑いトリオ。

## 概要
3人とも太田プロエンタテイメント学院6期出身。
前のコンビを解散しピンで活動していたカミムラが飲み会で榎本と出会い、コンビ結成。その後に仮屋が加入し、現在に至る。トリオとしては2017年5月17日結成。
3人ともテレビのお笑いを見て育ったため、YouTubeやSNSよりもテレビでの活躍を重視している。
第43回、第45回ABCお笑いグランプリにて決勝進出。キングオブコント2022では準決勝進出。

## メンバー
カミムラ（1990年6月7日 - ）（35歳）
ボケ・ネタ作り担当。
本名及び旧芸名：上村 典弘（かみむら のりひろ）。2024年2月21日から現芸名を使用。
東京都足立区出身、日本大学文理学部体育学科卒業。
身長185 cm、体重78 kg。血液型B型。
趣味・特技は野球、レトロビン収集（ボトルディギング）、キックボクシング、野良猫探し。
お笑い意識が非常に高く、アンケートの質問で特技の欄に対して「ネタが特技」と豪語した。

榎本 淳（えのもと じゅん、1992年5月29日 - ）（33歳）
ツッコミ担当。
神奈川県相模原市出身、和光大学表現学部総合文化学科卒業。
身長162 cm、体重52 kg。血液型B型。
趣味・特技はテニス、ディズニー、お笑い番組観賞。
M-1グランプリ2021にはいかちゃんとのコンビ「あおりいか」で出場。

仮屋 そうめん（かりや そうめん、1991年7月17日 - ）（33歳）
ボケ担当。
本名及び旧芸名：仮屋 想（かりや そう）。2024年7月7日より現芸名を使用。
福岡県福岡市出身、福岡県立福岡講倫館高等学校卒業。
身長175 cm、体重65 kg。血液型O型。
趣味・特技は映画鑑賞、ギャンブル（パチンコ・パチスロ・ボートレース）、ティンホイッスル、アルトサックス。
高校生の頃、中学時代の友人と「フィルダースチョイス」を結成し『M-1甲子園』に出場。『お笑い番長』にも参加していた。

## 芸風
主にコントだが、漫才を演じることもあり2016年と2017年にはM-1グランプリに出場している。

## 出演

### テレビ
- ネタパレ（フジテレビ）‐ 2018年4月27日、2021年1月29日
- 目指せ!! アウトレット芸人（千葉テレビ）- 2019年5月15日
- 有田ジェネレーション（TBS）‐ 2019年6月4日、2021年1月25日
- 冗談騎士（BSフジ）- 2019年7月3日、10日
- 前略、西東さん（中京テレビ）- 2019年8月31日[12]
- ゴッドタン（テレビ東京）- 2020年8月15日、24日、2021年1月23日
- 有吉の壁（日本テレビ）- 2020年12月9日
- そろそろ にちようチャップリン（テレビ東京）- 2021年9月4日[13]
- オンエア決めろ！ー笑武ー（BSJapanext）- 2022年7月5日
- THE CONTEへの道（フジテレビ）- 2023年1月28日
- THE CONTE（フジテレビ）- 2023年1月28日

### ウェブテレビ
- 笑ラウドネスGP（2021年7月18日、ABEMA）[14]
- 太田プロ若手芸人（2024年4月12日、アメトーークClub）

### ラジオ
- マイナビ Laughter Night（TBSラジオ） - 2021年2月5日[15]、2022年9月2日[16]・11月25日[17]、2023年2月17日[18]ほか
- 青色1号のネットラジオ ごめんあそばせ（YouTube）
- ゆるしてちょんまげ（お笑いラジオアプリGERA）

### 雑誌
- 別冊カドカワScene04（KADOKAWA）

### ライブ
- 太田プロライブ 月笑
- レフカダモータースライブ